# Lista över ryska filmer från 2000
Detta är en lista över filmer producerade i Ryssland år 2000.

## Lista
| Svensk titel        | Rysk titel                  | Regissör          | Skådespelare                                                                               | Genre            | Noteringar                              |
| ------------------- | --------------------------- | ----------------- | ------------------------------------------------------------------------------------------ | ---------------- | --------------------------------------- |
| Bröder 2            | Брат 2                      | Aleksej Balabanov |                                                                                            | kriminalfilm     |                                         |
| DMB                 | ДМБ                         | Roman Kachanov    | Juozas Budraitis Viktor Pavlov Aleksandr Dedyushko Vladimir Shainsky                       | komedi           |                                         |
| svensk titel saknas | Дневник его жены            | Alexei Uchitel    |                                                                                            | historiskt drama |                                         |
| svensk titel saknas | Один дома                   | Sergei Ryabov     |                                                                                            | animerad film    |                                         |
| svensk titel saknas | Каинова печать              | Alix Lambert      |                                                                                            | dokumentärfilm   |                                         |
| svensk titel saknas | Романовы. Венценосная семья | Gleb Panfilov     |                                                                                            | historisk film   |                                         |
| Bröllopet           | Свадьба                     | Pavel Lungin      |                                                                                            |                  | Filmen visades vid Cannes Film Festival |
| svensk titel saknas | Тихие омуты                 | Eldar Ryazanov    | Alexander Abdulov Lyubov Polishchuk Andrey Makarevich Oksana Korostishevskaya Olga Volkova | romantisk komedi |                                         |